# Sasu Salin
Pour les articles homonymes, voir Sasu.
Sasu Salin est un joueur professionnel finlandais de basket-ball né le 11 juin 1991 à Helsinki en Finlande. Salin mesure 1,90 m et joue au poste de meneur.

## Biographie
Salin joue dans les équipes de jeune du Malmin Super-Koris, un club d'Helsinki. Il commence sa carrière professionnelle en 2007 dans le club des Honka Espoo Playboys qui évolue en première division du championnat finlandais de basket-ball. Il joue aussi dans l'équipe de jeunes d'Honka Espoo, « Tapiolan Honka », qui joue en deuxième division. En août 2010, il est recruté par l'Union Olimpija pour 3 ans.
Salin est sélectionné en équipe nationale en 2007 pour participer au championnat d'Europe des 16 ans et moins dans la division B, la seconde division européenne. La Finlande termine 11e et, en moyenne, Salin marque 17,9 points (meilleur marqueur de son équipe et 8e meilleur marqueur de la compétition), prend 5,8 rebonds, et fait 2 passes décisives,,. En 2008, il participe au championnat d'Europe des 18 ans et moins en division B. Ses moyennes sont alors de 14,4 points, 6,4 rebonds et 0,6 passe décisive. Il est le meilleur marqueur et rebondeur de son équipe et la Finlande termine 11e. En 2010, Salin joue le Championnat d'Europe des 20 ans et moins en division B. Ses statistiques sont de 16,4 points, 6,1 rebonds et 2 passes décisives. Il est le meilleur marqueur et rebondeur de son équipe, qui termine 9e.
Il intègre l'équipe senior en 2010. Lors des matches de qualification pour le championnat d'Europe de basket-ball 2011, il marque 14 de ses 22 tirs à trois points. La Finlande se qualifie pour le championnat d'Europe et Salin fait partie de l'équipe.
En juin 2013, il signe une prolongation de contrat de 2 ans avec l'Union Olimpija. Il est nommé meilleur joueur de la 7e journée de la saison régulière de l'EuroCoupe 2013-2014 avec une évaluation de 32 (25 points à 5 sur 6 à trois points, 3 rebonds, 3 passes décisives et 4 interceptions) dans une large victoire face à l'ASVEL.
En juillet 2017, Salin rejoint l'Unicaja Málaga où il signe un contrat de deux ans. En juillet 2019, Salin s'engage pour deux saisons avec le Club Baloncesto Canarias.
Le 3 août 2024, il signe avec le club roumain de l'U-BT Cluj-Napoca, évoluant en EuroCoupe.

## Palmarès
- Championnat de Finlande : 2008
- Coupe de Finlande : 2010
- Coupe de Slovénie : 2011
- Supercoupe d'Espagne : 2017